# Commodore PR-100
La PR-100 est une calculatrice programmable commercialisée par Commodore International en 1977. Il s'agit d'une des premières calculatrices véritablement abordables vendues en France, où elle fut commercialisée comme concurrente de la TI-57. Elle apparaissait dans les catalogues des grandes enseignes de vente par correspondance de l'époque, comme la CAMIF. Commodore commercialisa également un autre modèle programmable moins ambitieux, la P-50.
Elle disposait de 72 pas de programme et de 10 mémoires, à comparer aux 50 pas de programme et 8 mémoires de la TI-57. Beaucoup de fonctions pouvaient réclamer jusqu'à 2 ou 3 pas de programme (autant que de pressions sur les touches nécessaires pour exécuter la fonction), et chaque accès à un registre mémoire demandait deux pas de programme, là où la TI-57 n'employait qu'un seul pas de programme par fonction ou accès mémoire. Les possibilités de branchement étaient extrêmement limitées, avec une seule fonction Goto, et une seule fonction permettant le branchement conditionnel, Skip, qui sautait une instruction si la valeur courante était négative.
Malgré tous ses défauts, elle fut vendue en OEM par de nombreux autres constructeurs comme APF, ou même en Hongrie par Hiradastechnika. Elle fut souvent la première calculatrice programmable de nombre de jeunes étudiants.